# Vicomte de Rio Preto
 (octobre 2022).

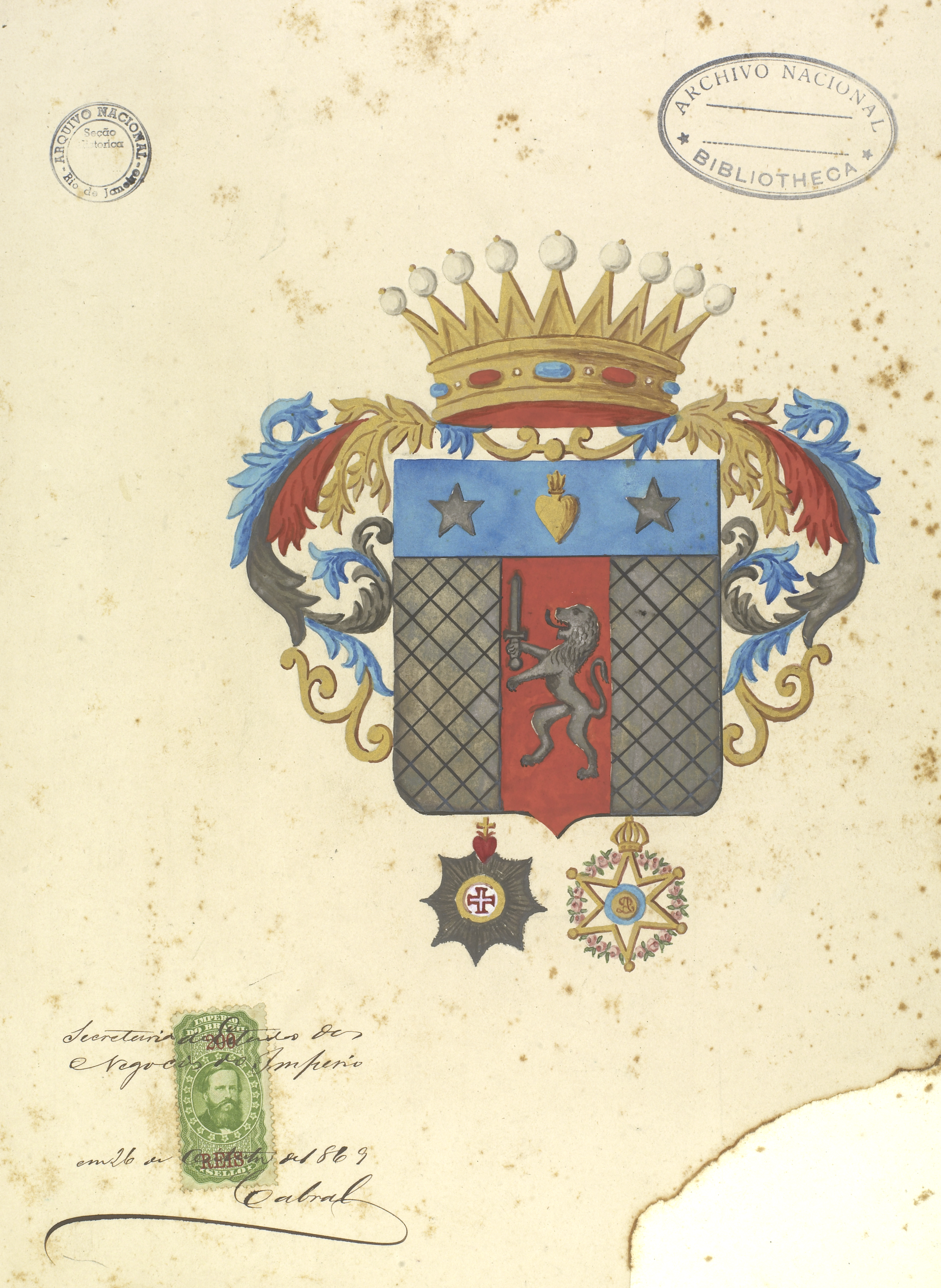
Armoiries du baron et du vicomte de Rio Preto

Vicomte de Rio Preto est un titre nobiliaire brésilien créé par Pierre II (empereur du Brésil), par décret du 16 mars 1867, en faveur de Domingos Custódio Guimarães,,,.
1. Domingos Custódio Guimarães ( 1802 - 1868 ) - premier grand vicomte de Rio Preto [6],[7],[8]